# Djurs Sommerland
Koordinaten: 56° 25′ 29″ N, 10° 33′ 0″ O
Das Djurs Sommerland ist ein dänischer Freizeitpark in der Nähe von Nimtofte im Djursland. Er wurde 1981 gegründet und wurde seit der Eröffnung jährlich mit verschiedenen Attraktionen und Themengebieten erweitert.
Der Park hat,  wie der Name Sommerland impliziert, in den Sommermonaten geöffnet. Die Saison beginnt im Mai und endet Mitte September. Mit weit über 500.000 bis 600.000 Besuchern im Jahr gehört der Freizeitpark zu den besuchermäßig beliebtesten dänischen Tourismusattraktionen.

## Achterbahnen
| Name                 | Typ                                 | Hersteller | Baujahr |
| -------------------- | ----------------------------------- | ---------- | ------- |
| DrageKongen          | Inverted Coaster                    | Intamin    | 2017    |
| Jungle Rally         | Familienachterbahn                  | Zierer     | 2018    |
| Juvelen              | Launched Coaster                    | Intamin    | 2013    |
| Piraten              | Stahlachterbahn ohne Inversionen    | Intamin    | 2008    |
| Skatteøen            | Wasserachterbahn                    | Mack Rides | 2011    |
| Thor’s Hammer        | Stahlachterbahn ohne Inversionen    | Gerstlauer | 2002    |
| Den Vilde Hønsejagt  | Familienachterbahn                  | Zierer     | 2015    |
| T-Rex Family Coaster | Familienachterbahn, Powered Coaster | Mack Rides | 2022    |

### Ehemalige Achterbahnen
| Name         | Typ                           | Hersteller     | Eröffnung | Schließung |
| ------------ | ----------------------------- | -------------- | --------- | ---------- |
| Karlo's Taxi | Familienachterbahn, Big Apple | SBF Visa Group | 2000      | 2014       |